# Coccodiella machaerii
Coccodiella machaerii är en svampart som först beskrevs av Henn., och fick sitt nu gällande namn av I. Hino & Katum. 1968. Coccodiella machaerii ingår i släktet Coccodiella och familjen Phyllachoraceae.   Inga underarter finns listade i Catalogue of Life.